# Katie Sarife
Katherine Gabriela "Katie" Sarife, född 1 juli 1993 i McKinney i Texas, är en amerikansk skådespelerska. Hon är mest känd för att spela rollen som Daniela Rios i skräckfilmen Annabelle Comes Home (2019). Hon har också medverkat i bland annat ett avsnitt av TV-serien Supernatural ("Fan Fiction"), i rollen som karaktären Marie.

## Filmografi (i urval)
- 2011 – Teen Spirit (TV-film)
- 2014 – Supernatural (TV-serie) (1 avsnitt)
- 2015 – Cleveland Abduction (TV-film)
- 2016 – Här är ditt liv, Riley (TV-serie) (2 avsnitt)
- 2019 – Annabelle Comes Home
- 2022 – So Cold the River[5]